# Johann Eberhard Ihle

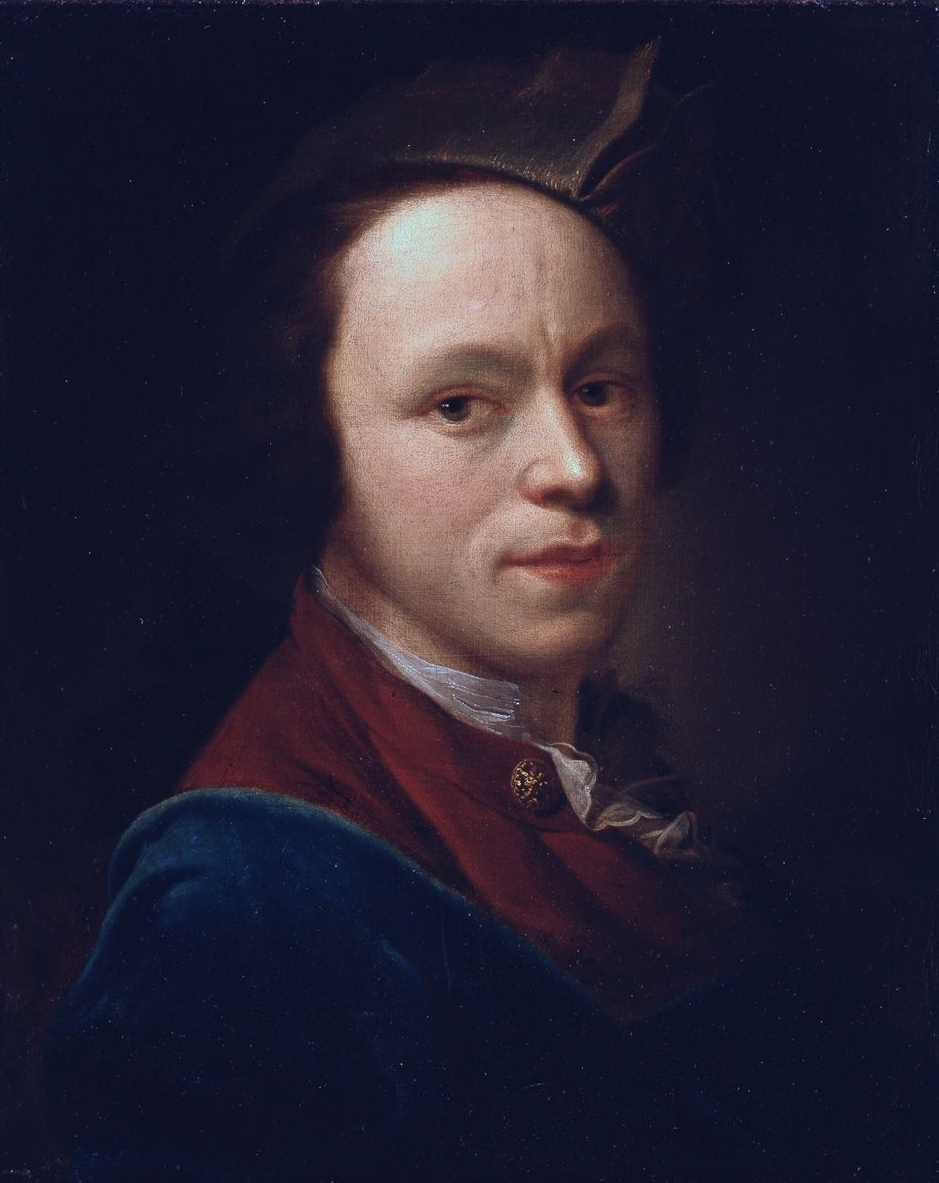
Selbstbildnis von Johann Eberhard Ihle (Öl auf Leinwand, 1754)

Johann Eberhard Ihle (* 5. Juni 1727 in Esslingen; † 17. Januar 1814 in Nürnberg) war ein deutscher Maler und Zeichner.

## Familie
Johann Eberhard Ihle entstammte einer württembergischen Malerfamilie. Sein Großvater Eberhard (1677–1726) und sein Vater Johann Jakob Ihle (1702–1774) waren als Maler in Esslingen tätig. Auch seine Onkel väterlicherseits, Jeremias (1704–1761) und Eberhard Gottlieb Ihle (1711–1755), gingen dieser Kunst nach. Seine Brüder Jeremias Gottlieb (1731–nach 1759), Daniel Friedrich (1734–1784), Philipp Jakob und Georg Tobias Ihle waren ebenfalls Maler. Seine Mutter Anna Margarita (1702–1785) war eine Tochter des Esslinger Steuereinnehmers Tobias Zolles. 
Johann Eberhard Ihle heiratete 1756 in Nürnberg Maria Helena (1727–1814), Tochter des in Gostenhof ansässigen Gold- und Perlenstickers Carl Wilhelm Friedmann († 1758). Er hatte eine Tochter Margaretha Clara (1757–1800), die bei ihm das Zeichnen erlernte.

## Leben
Johann Eberhard Ihle erhielt ersten Unterricht bei seinem Vater in Esslingen. Danach ging er auf Wanderschaft und ließ sich 1749 in Nürnberg nieder, wo er 1756 das Bürgerrecht erwarb. Ab 1751 war er Mitglied der Nürnberger Malerakademie (unter Johann Justin Preissler), deren Direktor er 1771 wurde und bis 1811 blieb. Zu seinen Schülern gehörte Gustav Philipp Zwinger, der 1811 ein Porträt von Ihle für das Goldene Buch der Akademie zeichnete. 
Ihle lebte bis zu seinem Tod 1814 in Nürnberg, zuletzt in der Lorenzer Straße 3. Er gehörte dem örtlichen Künstlerverein an. Nach ihm wurde die Ihlestraße in Nürnberg benannt.

## Werk
Ihles Werk reicht vom Rokoko bis zum Klassizismus. Er gehörte zu den bedeutendsten Nürnberger Porträtmalern des ausgehenden 18. Jahrhunderts. Er porträtierte viele Nürnberger Bürger, darunter die Mehrzahl der Professoren der Universität Altdorf, und schuf mehrere Selbstbildnisse (1740, 1754, 1812). Seine Werke waren häufig Vorlage für Kupferstecher wie Johann Nussbiegel, Christoph Wilhelm Bock und Georg Lichtensteger.
Neben Porträts malte Ihle unter anderem auch Familientafeln, Volksszenen und Tiere, z. B. Vorlagen für Illustrationen in Johann Christian von Schrebers Schrift Die Säugetiere.
Werke von ihm befinden sich in der Gemälde- und Skulpturensammlung der Stadt Nürnberg, Sammlungen des Germanischen Nationalmuseums und Bayerischen Nationalmuseums. Mehrere Stiche nach seinen Vorlagen hält u. a. das British Museum.